# Elán

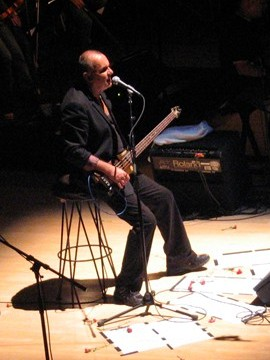
Jožo Ráž.

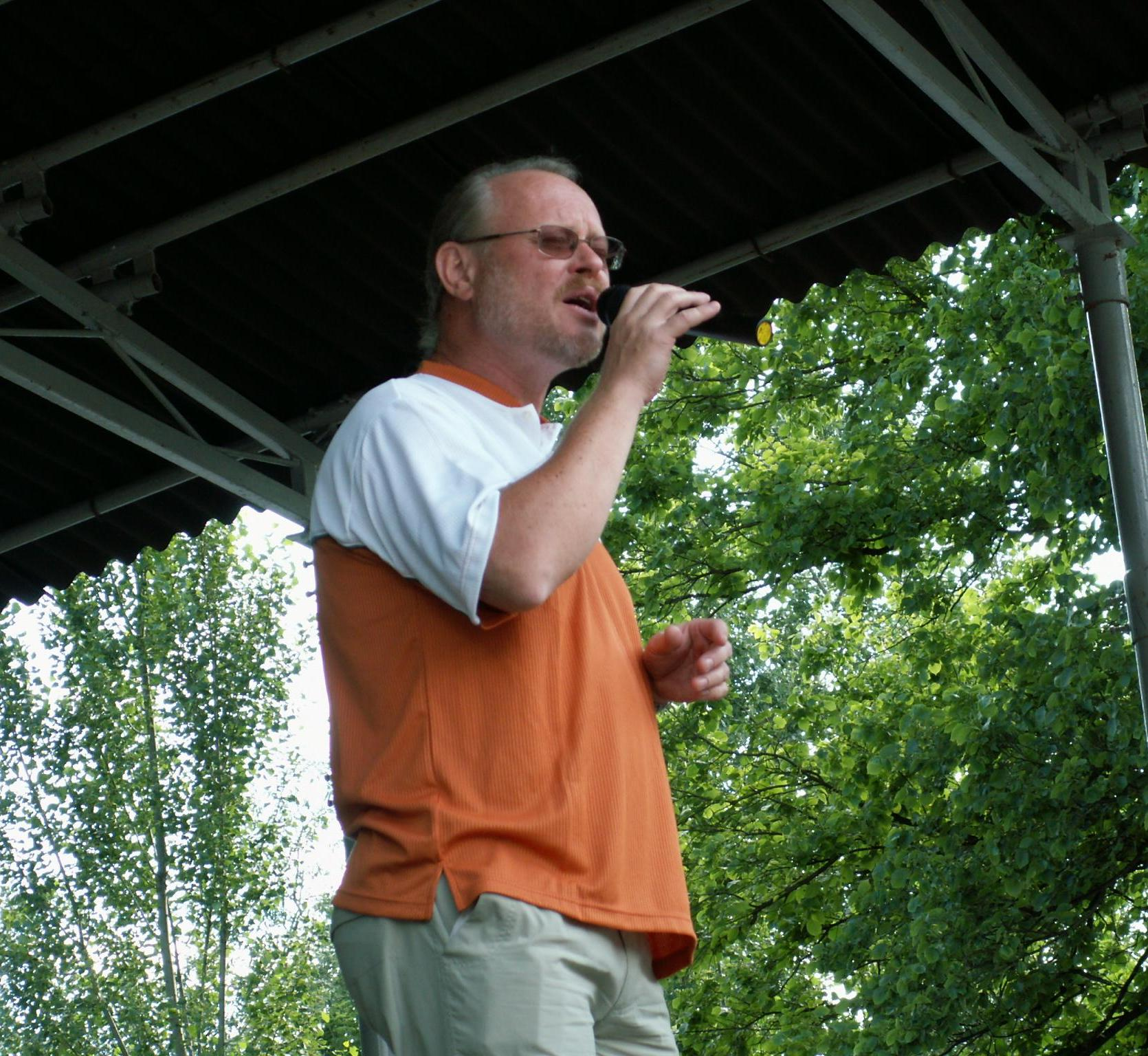
Vašo Patejdl.

Elán é uma banda pop-rock eslovaca fundada em 1969 por Jožo Ráž, Juraj Farkaš, Vašo Patejdl e  Zdeno Baláž. tornou-se umas das populares bandas checoslovacas dos anos 80. Em 1993, após a dissolução daquele país, a banda participou pela Eslováquia na qualificação  (na Kvalifikacija za Millstreet)  para a final do Festival Eurovisão da Canção 1993,  em Millstreet, na Irlanda , mas o quarto lugar eliminou-a da final, porque só foram apuradas as três canções melhor classificadas.
Malgrado aquele desaire, é considerada a banda eslovaca mais popular de todos os tempos. Sendo a única a conseguir encher estádios com milhares de espetadores.  O seu maior concerto teve lugar em Praga, República Checa, em setembro de 2003, com uma audiência de 70.000 fãs. A banda participou no Campeonato do Mundo de Esqui Nórdico 2009 em Liberec, na República Checa, em atividades paralelas àquele evento desportivo.

## Membros da banda
1969 - 1980

Vários elementos em redor de Jožo Ráž, Juraj Farkaš e  Vašo Patejdl
1980 - 1985

Jožo Ráž - baixo e voz

Ján Baláž - guitarra e voz

Vašo Patejdl - teclado e voz

Juraj Farkaš - guitarra solo e voz

Zdeno Baláž - bateria
1985 - 1989

Jožo Ráž - baixo e voz

Jano Baláž - guitarra solo e voz

Martin Karvaš - teclados

Gabo Szabó - bateria

Vašo Patejdl - teclados, voz
1991 - 2001

Jožo Ráž -baixo, voz

Jano Baláž - guitarra e voz

Peter Farnbauer - guitarra, teclado e voz

Ľubo Horňák - teclados

Vašo Patejdl - teclados e voz

Juraj Kuchárek - bateria

## Discografia
- Ôsmy svetadiel (1981)
- Nie sme zlí (1982)
- Kamikadze lover (1982)
- Elán 3 (1983)
- Nightshift (1984)
- Hodina slovenčiny (1985)
- Schoolparty (1985)
- Detektívka (1986)
- Missing (1987)
- Neviem byť sám (1987)
- Nebezpečný náklad (1988)
- Rabaka (1989)
- Midnight in the city (1989)
- Netvor z čiernej hviezdy Q7A (1991)
- Legenda 1 (1992)
- Legenda 2 (1992)
- Hodina angličtiny (1994)
- Hodina nehy (1995)
- Classic (1997)
- Hodina pravdy (1997)
- Legenda 3 (1997)
- Legenda 4 (1998)
- Elán Unplugged (1998; 2 CD)
- Jožo… (1999; 2 CD)
- Láska je stvorená (2000)
- Legenda 5 - Posledná… (2000)
- Neviem byť sám 2001: roky a rock (2001)
- Otázniky/Všetko čo máš (2001)
- Elán 3000 (2002)
- Tretie oko (2003)
- Elán: Megakoncert (2004)
- Unplugged Carnegie Hall NY (2007)